# 917
Cette page concerne l'année 917  du calendrier julien.
L'année 917 est une année commune qui commence un mercredi.

## Événements

### Afrique
- Au Maroc, l'émir de Nekor est battu et tué par le général fatimide Messala ibn Habus le 26 juin. Ses fils, qui se sont réfugiés à Malaga auprès des Omeyyades de Cordoue, parviennent à reprendre la ville après le départ de Messala[1].

### Asie
- 25 juin[2] : arrivée d'une ambassade byzantine à Bagdad ; Elle aboutit à un échange de prisonniers[3].

- En Chine, Liu Yin fonde le royaume des Han du Sud (fin en 971).

### Europe

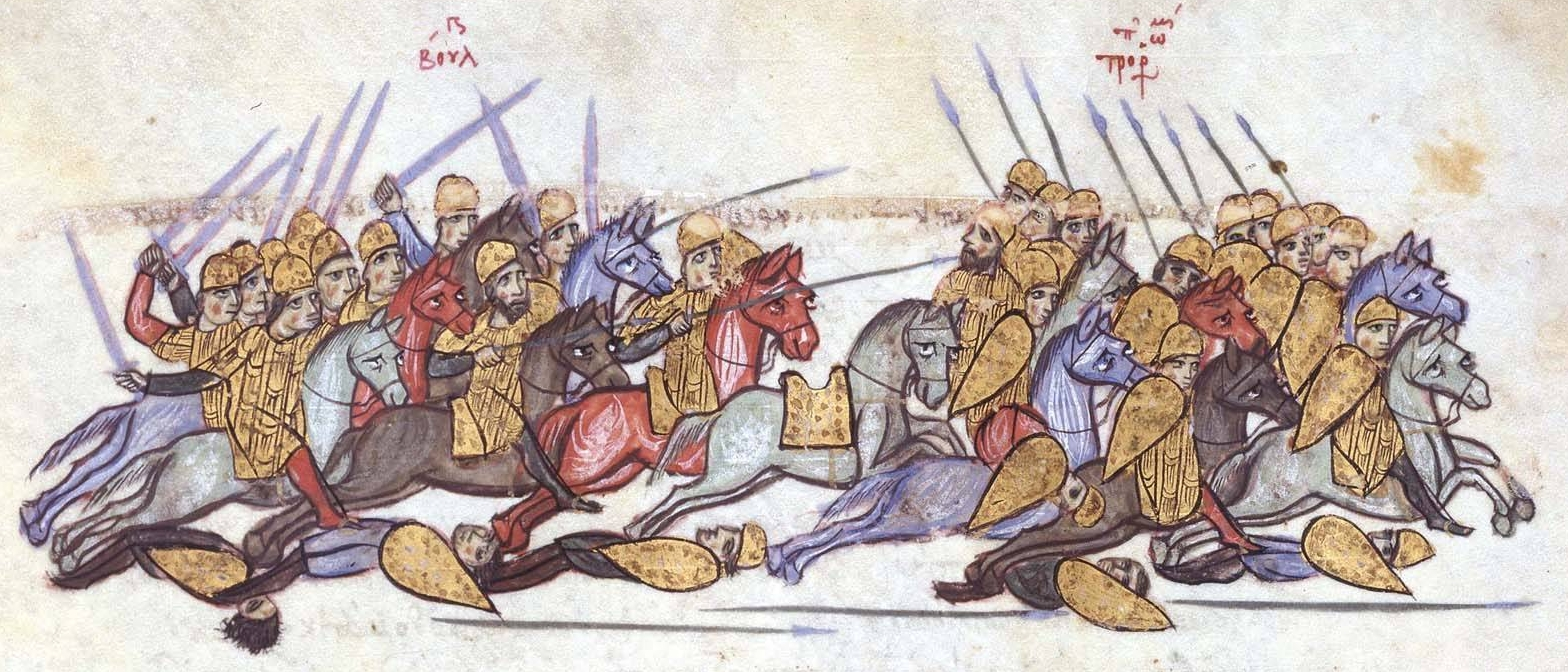
20 août : Bataille d'Anchialos.

- Le 20 août, le tsar Siméon Ier de Bulgarie remporte la bataille d'Anchialos, en Thrace. Les Bulgares menacent à nouveau Constantinople[4].

- En Espagne, les troupes de l'émir de Cordoue Abd al-Rahman III sont battues par Ordoño II de León à la bataille de San Esteban de Gormaz ou de Casto Muros le 4 septembre. Cela n'empêche pas les Omeyyades de Cordoue de s'emparer de Carmona le 25 septembre[1].

- En Grande-Bretagne, le roi de Wessex Édouard l'Ancien fortifie Towcester en avril. Les Danois des Cinq Bourgs lancent une offensive contre Towcester, tandis que ceux d'Est-Anglie fortifient Tempsford et attaquent Bedford, mais tous ces assauts sont repoussés par les Anglo-Saxons. Pendant ce temps, la souveraine de Mercie Æthelflæd, sœur d'Édouard l'Ancien, s'empare de Derby. Tempsford est détruite par les armées du Wessex et le roi d'Est-Anglie tué. Avant la fin de l'année, Huntingdon tombe aux mains d'Édouard et Cambridge se rend à lui[5].

- En Irlande, le roi de Tara Niall Glúndub marche contre les Vikings au mois d'août. Il persuade le roi de Leinster d’attaquer les Vikings dans leur base de Cenn Fuait, mais il est battu au cours d’une bataille sanglante, pendant laquelle l’archevêque d’Armagh est tué. Le chef viking Sigtrýggr peut entrer à Dublin et reconstituer un royaume norvégien[6].

- Les Hongrois incendient Bâle, ravagent l'Alsace et la Lorraine[7].